# Benyllus egregiscutellatus
Benyllus egregiscutellatus är en stekelart som beskrevs av Heinrich 1934. Benyllus egregiscutellatus ingår i släktet Benyllus och familjen brokparasitsteklar. Inga underarter finns listade.